# Église Saint-Alexis de Sainte-Terre
L'église Saint-Alexis est une église catholique  située dans la commune de Sainte-Terre, dans le département de la Gironde, en France.

## Localisation
L'église se trouve au cœur du village de Sainte-Terre, le long de l'avenue Charles-de-Gaulle, route départementale D123 entre Saint-Jean-de-Blaignac vers l'ouest et Castillon-la-Bataille vers l'est.

## Historique
Cette église romane possède une nef principale et un chevet construits dans un appareil régulier de grandes dimensions caractéristique du XIIe siècle.
Le chevet, terminé à l'extérieur par un mur plat, comporte à l'intérieur une abside en hémicycle voûtée en cul-de-four et une travée droite voûtée en berceau. Soutenue à l'extérieur par des contreforts larges et plats, la construction était éclairée par des baies en plein cintre dont l'une subsiste au sud.
En avant du chœur, les bâtisseurs romans avaient prévu de construire une croisée couverte d'une coupole, ouvrant sur deux croisillons de transept. Les piliers cruciformes, à ressauts recevant les retombées des quatre pendentifs sur lesquels devait reposer la coupole, sont bien visibles sous le plafond.
Les arcs de communication avec les croisillons sont fermés par des murs bâtis en bel appareil régulier, percés chacun d'une fenêtre romane. À la fin de l'époque romane, on adopte finalement un plan de nef unique, et les murs de la nef et de la façade sont en partie réalisés.
La façade, très simple, est renforcée par deux contreforts placés près des angles.
À la fin du Moyen Âge, sont édifiés le haut de la façade occidentale, la porte de style gothique flamboyant avec son gâble, deux pignons et un arc d'entrée en anse de panier surmonté d'une accolade.
Le haut des murs de la nef et du chevet est modifié : au-dessus des voûtes de l'abside, une chambre haute éclairée par d'étroites baies rectangulaires est aménagée dans un but de protection et de défense.
Au milieu du XVIIIe siècle, un clocher-mur arrondi d'aspect baroque est édifié. Au début du XIXe siècle, les deux bas-côtés de l'église sont construits.
Le décor et le mobilier datent surtout de la seconde moitié du XVIIIe siècle.
L'abside comporte un décor peint. Entre les pendentifs de la coupole fut placée une toile marouflée peinte en trompe-l'œil.
Deux jolis retables en bois sculpté sont les pièces maîtresses du mobilier. L'un est dédié à la Vierge, l'autre à saint Alexis, saint romain à l'honneur à l'époque de la Contre-Réforme.
L'édifice a été inscrit au titre des monuments historiques par arrêté du 21 décembre 1925.

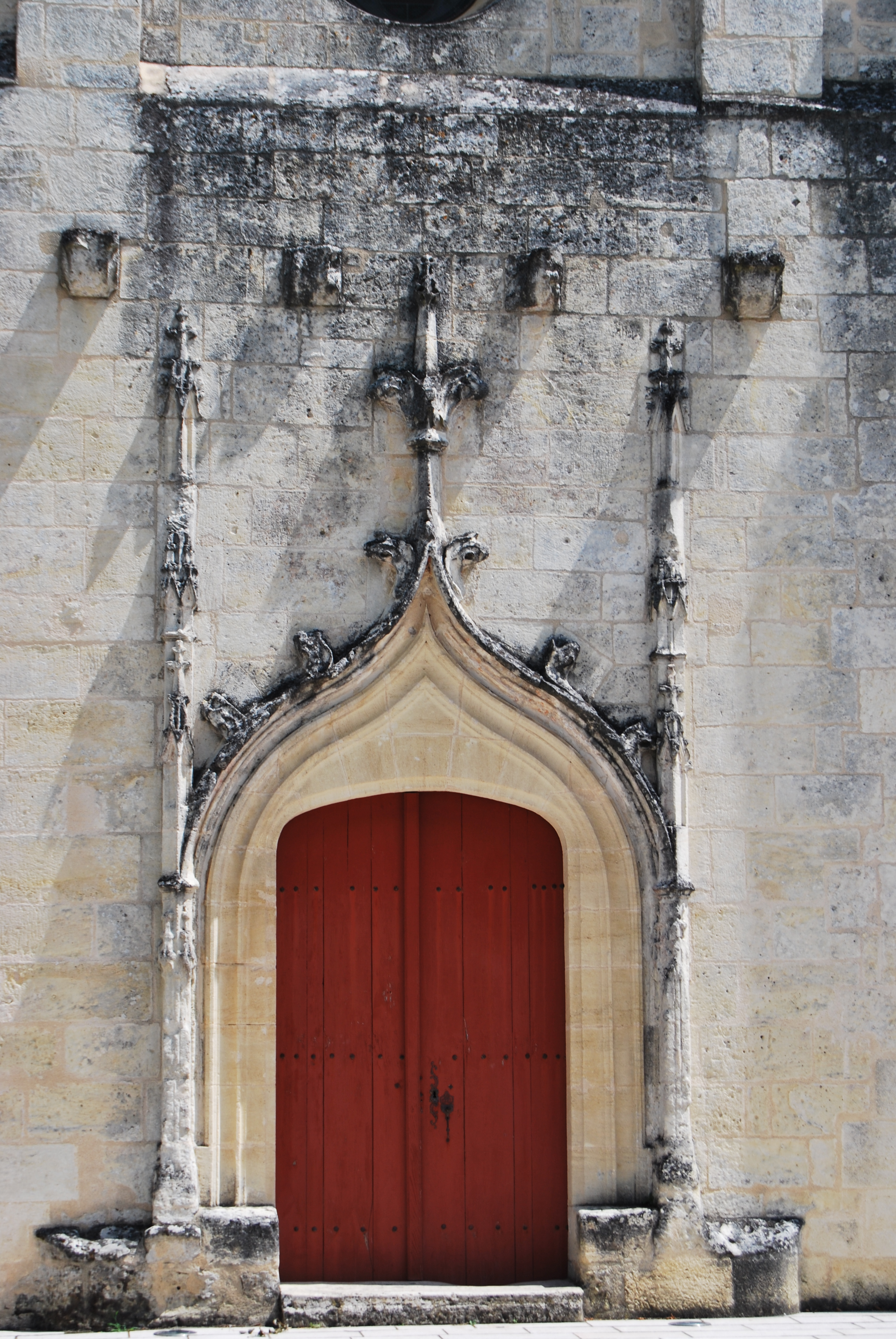
Le portail
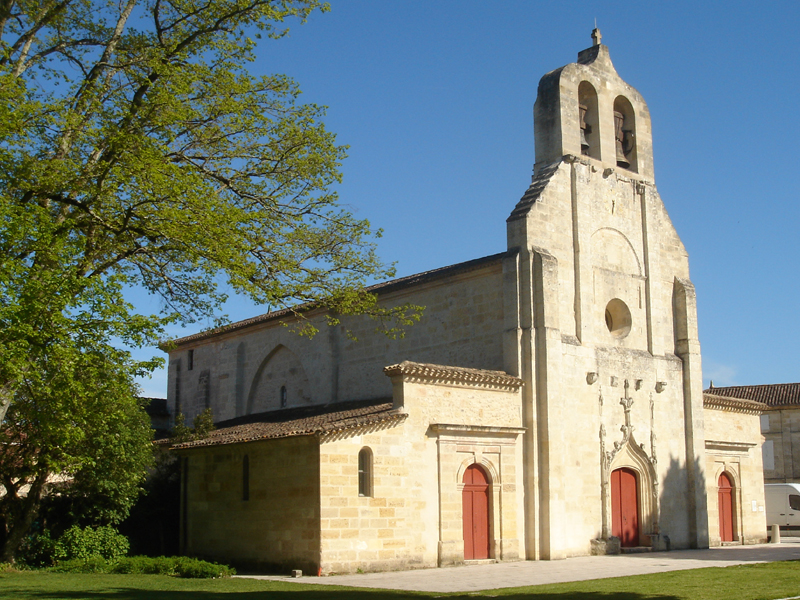
Vue sud-est
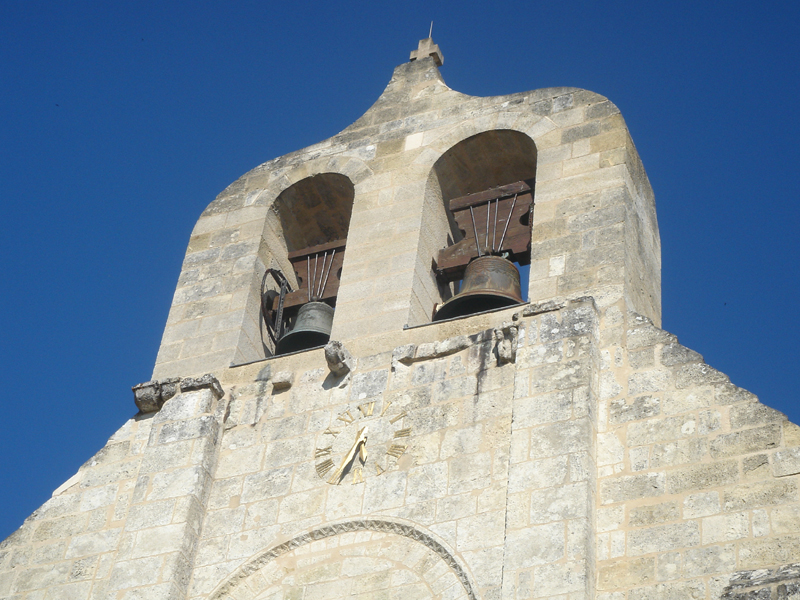
Le clocher-mur